# اقناع (فیلم ۱۹۹۵)
اقناع (انگلیسی: Persuasion) فیلمی به کارگردانی راجر میشل است که در سال ۱۹۹۵ منتشر شد. از بازیگران آن می‌توان به کیران هایندز، کورین ردگریو، فیونا شاو، سوفی تامپسون و سایمون راسل بیل اشاره کرد.